# Heartbeats
Heartbeats är en svensk dramaserie från 2022, baserad på den norska serien Hjerteslag från 2019. Den är regisserad av Linn Mannheimer, som även har skrivit manus tillsammans med Amy Deasismont.
Serien hade premiär i Sverige på streamingtjänsten C More den 12 januari 2022 och består av åtta delar. En andra säsong av serien hade premiär den 17 november 2023, denna gång på TV4 Play.

## Handling
I serien får man följa personerna Mio och Anders som båda är i 20-årsåldern och bor i samma stad, fast som lever helt olika liv. De svenska huvudrollsinnehavarna för de två karaktärerna är Nora Rios och Simon Edenroth.

## Rollista (i urval)
- Nora Rios – Mio
- Simon Edenroth – Anders
- Felicia Truedsson – Katja
- Victor Lindblad Poturaj – Alex
- Leon Henzel – Finn
- Elsa Wörmann – Alicia
- Ian Henri – Wille
- Hedvig Wiclander – Molly
- Inez Andersson – Stella
- Filip Slotte – Noa
- Malin Mases Arvidsson – Mios mamma
- Göran Gillinger – Mios pappa
- Philip Oros – Isse
- Daniel Gustavsson – Anders pappa
- Anette Belander – Anders pappas fru
- Corinne Wahl – Katjas mamma
- Peter Perski – Katjas pappa
- Dorian Nymark – Katjas bror
- Amanda Pihlblad – Cissi

Även seriens producent Annika Barklund har en mindre roll i serien, där hon spelar ett butiksbiträde i en barnklädesbutik, som Mio besöker i säsong 1 (avsnitt 4).